# Żółtaczka nerwów liści gruszy
Żółtaczka nerwów liści gruszy (ang. vein yellows of pear) – choroba gruszy wywoływana przez wirusa Apple stem pitting virus, ASPV.
Wirus ASPV (dawniej Pear vein yellows and red mottel virus) jest rozprzestrzeniony na całym świecie. W Polsce wywołana przez niego żółtaczka nerwów liści gruszy jest chorobą dość częstą. Wśród roślin uprawnych w Polsce wirus ten wywołuje także jamkowatość pnia jabłoni i jamkowatość pnia gruszy.
Pierwsze objawy choroby pojawiają się na gruszy pod koniec maja. Są to podłużne, jasnożółte smugi wzdłuż bocznych nerwów liści. U odmian wrażliwych ('Bera Hardy', 'Bonkreta Williamsa', 'Komisówka', 'Konferencja', 'Lukasówka') przebarwienia są czerwonobrunatne i występują nie tylko wzdłuż nerwów, ale także w postaci plam. W latach o chłodnej i wilgotnej pogodzie objawy choroby nasilają się. Najsilniej występują u młodych drzew, u starszych drzew choroba ma łagodniejszy przebieg, a czasem jest bezobjawowa.

## Epidemiologia i ochrona
Nieznany jest żaden wektor przenoszący wirusa ASPV. Przenoszony jest wyłącznie przez materiał używany do okulizacji i szczepienia, w sadzie może rozprzestrzeniać się także przez zrosty korzeniowe. Jego okres inkubacji trwa od 10 miesięcy do dwóch lat.
Można tylko zapobiegać chorobie poprzez używanie do nasadzeń zdrowych, pozbawionych wirusów sadzonek. Do produkcji podkładek używać należy zdrowych nasion. Zrazy do szczepienia pobiera się ze zdrowych drzew. Odkaża się je termiczne przez przetrzymywanie w temperaturze 37 oC przez 21 dni.